# Eric Alexander
Eric Alexander  (ur. 14 kwietnia 1988 w Portage) – amerykański piłkarz występujący na pozycji pomocnika. Zawodnik klubu Monteal Impact.

## Kariera klubowa
Alexander karierę rozpoczynał w zespole Indiana Hoosiers z uczelni Indiana University (Bloomington). Grał tam w latach 2006–2009. W tym samym czasie reprezentował barwy zespołów Kalamazoo Kingdom, West Michigan Edge oraz Kalamazoo Outrage grających w USL Premier Development League. W 2010 roku poprzez MLS SuperDraft trafił do FC Dallas. W MLS zadebiutował 27 marca 2010 roku w zremisowanym 1:1 pojedynku z Houston Dynamo. 15 sierpnia 2010 roku w wygranym 3:1 spotkaniu z DC United strzelił pierwszego gola w MLS. W tym samym roku dotarł z klubem do finału MLS Cup, jednak drużyna Dallas przegrała tam 1:2 z Colorado Rapids. W sierpniu 2011 na zasadzie wymiany trafił do Portland Timbers. W latach 2013–2014 grał w New York Red Bulls, a w 2015 przeszedł do Montreal Impact.

## Kariera reprezentacyjna
W reprezentacji Stanów Zjednoczonych Alexander zadebiutował 22 stycznia 2011 roku w zremisowanym 1:1 towarzyskim meczu z Chile.